# Wietze (Aller)
Pour les articles homonymes, voir Wietze (homonymie).
Le Wietze est un affluent d'environ 30 km de long de l'Aller en Basse-Saxe, Allemagne.

## Géographie

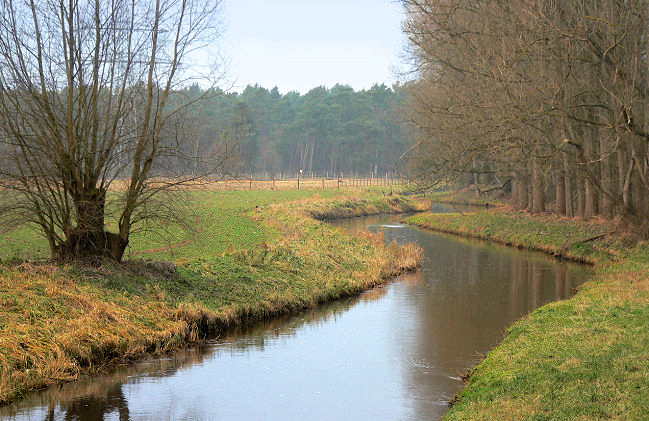
Le Wietze entre Wedemark et Burgwedel.

La rivière est formé par la confluence de l'Edder et de la Flöth, au nord-est de Hanovre, à Altwarmbüchen. De là, l'eau coule à quelques kilomètres à l'ouest par le sud de Isernhagen à Langenhagen puis vers le nord jusqu'à Wietze pour se jeter dans l'Aller.
Le Wietze forme dans la seconde moitié de son cours une dépression accentuée par une zone marécageuse et une forêt d’environ 400 km2 à l'est de Wietzenbruch, quartier de Celle.
Le nom de la rivière provient de wizene (rivière aux ormes).